# Listă de conducători ai Turkmenistanului
Președintele este șeful statului și al guvernului în Turkmenistan.

## Conducători ai Turkmenistanului (1924-1990)
Prim-secretari ai Partidului Comunist Turkmen:
- Ivan Mezhlauk (19 noiembrie 1924 - 1926)
- Shaymardan Ibragimov (June 1926 - 1927)
- Nikolay Paskutsky (1927-1928)
- Grigory Aronshtam (11 May 1928 - August 1930)
- Yakov Popok (August 1930 - 15 April 1937)
- Anna Mukhamedova (April - octombrie 1937)
- Yakov Chubin (octombrie 1937 - noiembrie 1939)
- Mikhail Fonin (noiembrie 1939 - March 1947)
- Shadzha Batyrov (March 1947 - July 1951)
- Sukhan Babayev (July 1951 - 14 decembrie 1958)
- Dzhuma Durdy Karayev (14 decembrie 1958 - 4 May 1960)
- Balysh Ovezov (13 June 1960 - 24 decembrie 1969)
- Muhammetnazar Gapurow (24 decembrie 1969 - 21 decembrie 1985)
- Saparmurat Niyazov (21 decembrie 1985 - 16 decembrie 1991)

## Președinți aiRepublicii Turkmenistan(1990-prezent)
| Nº  | A#                     | Nume                      | Foto              | Început           | Sfârșit                            | Partid politic                                   |
| --- | ---------------------- | ------------------------- | ----------------- | ----------------- | ---------------------------------- | ------------------------------------------------ |
| 1   | 1. 1990                | Saparmurat Niyazov        |                   | 2 noiembrie 1990  | 16 decembrie 1991                  | Partidul Comunist din Turkmenistan               |
| (1) | 1. 1990                | Saparmurat Niyazov        | 16 decembrie 1991 | 21 June 1992      | Partidul Democrat din Turkmenistan |                                                  |
| (1) | 2. 1992                | Saparmurat Niyazov        | 21 June 1992      | 28 decembrie 1999 | Partidul Democrat din Turkmenistan |                                                  |
| (1) | 3. Președinte pe viață | Saparmurat Niyazov        | 28 decembrie 1999 | 21 decembrie 2006 | Partidul Democrat din Turkmenistan |                                                  |
| -   | 3. Președinte pe viață | Gurbanguly Berdimuhamedow |                   | 21 decembrie 2006 | 11 februarie 2007                  | Partidul Democrat din Turkmenistan ↓ Independent |
| 2   | 1. 2007                | Gurbanguly Berdimuhamedow | 11 februarie 2007 | 12 februarie 2012 |                                    | Partidul Democrat din Turkmenistan ↓ Independent |
| 2   | 2. 2012                | Gurbanguly Berdimuhamedow | 12 februarie 2012 | Incumbent         |                                    | Partidul Democrat din Turkmenistan ↓ Independent |